# Костомаров, Павел Викторович
Па́вел Ви́кторович Костома́ров (род. 22 ноября 1975, Москва) — российский кинооператор, режиссёр игрового и документального кино. Обладатель премии «Лавр» (2004 и 2007), премии «Белый слон» (2007), приза «Серебряный медведь» за выдающиеся художественные достижения Берлинского международного кинофестиваля (2010), премии «Золотой орёл» (2011).

## Биография
В 1991 году Павел окончил биологический класс в школе № 523 в Москве. После окончания школы сперва учился на ихтиолога, но любовь к фотографии привела на операторский факультет ВГИКа, который закончил в 2002 году. Ещё студентом начал работать с режиссёром Сергеем Лозницей над документальными фильмами: «Полустанок» (2000), «Поселение» (2001), «Портрет» (2002). Вскоре на одном из европейских кинофестивалей произошло знакомство с Антуаном Каттином, швейцарским оператором, режиссёром и будущим соавтором.
В 2003 году на съёмках «Пейзажа» с Лозницей случай привёл в ту же гостиницу в Окуловке словоохотливого шофёра-дальнобойщика Валеру. Именно Каттин настоял потом сделать из этого фильм «Трансформатор». Союз продолжился документальными фильмами «Мирная жизнь» (2004), «Мать» (2007), получившими множество фестивальных наград (в Анапе, Екатеринбурге, Москве; в Аргентине, Польше, Финляндии) и премий — «Лавр», «Белый Слон». Десять лет Антуан Каттин c Павлом Костомаровым снимали режиссёра Алексея Германа во время его работы над «Историей арканарской резни», результатом чего стал фильм «Плэйбэк» 2012 года.
Помимо документалистики Павел продолжал снимать игровые фильмы c Алексеем Попогребским («Простые вещи», «Как я провёл этим летом»), c Борисом Хлебниковым
(новелла «Спасительный туннель» из киноальманаха «Некуда спешить», «Пока ночь не разлучит», «Долгая счастливая жизнь»).
В соавторстве с документалистом Александром Расторгуевым в Ростове-на-Дону сделал документальные фильмы «Я тебя люблю» (2010) и «Я тебя не люблю» (2012).
Вместе с ведущим НТВ Алексеем Пивоваровым и документалистом Александром Расторгуевым в 2012 году создал интернет-проект «Срок».
Рано утром 7 декабря 2012 года у Павла Костомарова провели обыск. Ему объявили, что он свидетель по «Болотному делу», взяли подписку о неразглашении и вызвали на допрос в СК 10 декабря и 13 декабря, отчего он не смог вылететь на фестиваль в Германию. После допроса 13 декабря Павлу Костомарову возвратили изъятые при обыске вещи — макбук дочери и жёсткий диск компьютера. Глава правительства России Дмитрий Медведев в день обыска, 7 декабря 2012, в неформальной беседе после прямого эфира, в ходе которого он давал интервью представителям пяти телеканалов, назвал «козлами» следователей, пришедших рано утром этого дня с обыском к Костомарову.
В декабре 2012 года вместе с ведущим НТВ Алексеем Пивоваровым и Александром Расторгуевым запустил масштабный документальный проект «Реальность». Вместе с ними и другими соавторами: Антуаном Каттиным, Сусанной Баранжиевой и Дмитрием Кубасовым, Павел Костомаров проводил кастинг и искал потенциальных героев проекта.
В 2013 году на фестивале «Святая Анна» вёл мастер-класс, на котором в частности рассказывал о проекте «Реальность».
Вскоре после 24 февраля 2022 года уехал из России. Живёт в Аргентине.

## Общественная позиция
В марте 2014 года подписал письмо «Мы с Вами!» КиноСоюза в поддержку Украины.

## Фильмография
| Год  |     | Русское название       | Оригинальное название        | Роль |
| ---- | --- | ---------------------- | ---------------------------- | --- |
| 2024 | ф   |                        | Бансу                        | режиссёр, сценарист                                                                                                   |
| 2020 | с   |                        | Перевал Дятлова              | художественный руководитель, режиссёр 2, 4, 6, 8 серии                                                                |
| 2019 | с   |                        | Эпидемия (1 сезон)           | режиссёр |
| 2017 | с   |                        | Закон каменных джунглей      | режиссёр |
| 2017 | док |                        | Озеро Восток. Хребет безумия | оператор (совместно с Алексеем Филипповым)                                                                            |
| 2017 | с   |                        | Чернобыль 2. Зона отчуждения | режиссёр |
| 2016 | док |                        | Дархан                       | оператор (совместно с Ириной Шаталовой)                                                                               |
| 2016 | док |                        | Мой друг Борис Немцов        | оператор (совместно с Зосей Родкевич, Марией Павловой, Ксенией Елян), продюсер (совместно с Александром Расторгуевым) |
| 2015 | с   |                        | Озабоченные, или Любовь зла  | оператор (совместно с Евгением Муратовым)                                                                             |
| 2013 | док |                        | Срок                         | режиссёр, оператор |
| 2013 | док |                        | Улица Тарковского            | оператор |
| 2013 | ф   |                        | Долгая счастливая жизнь      | оператор |
| 2012 | ф   |                        | Некуда спешить               | оператор |
| 2012 | ф   |                        | Пока ночь не разлучит        | оператор |
| 2012 | док |                        | Письмо                       | оператор |
| 2012 | ф   |                        | Антон тут рядом              | оператор |
| 2012 | ф   |                        | Дирижёр                      | оператор |
| 2012 | док | Плэйбэк                | Dur d'être Dieu              | режиссёр, сценарист, оператор, монтажёр                                                                               |
| 2012 | док | Чувственная математика | Colors of Math               | оператор |
| 2012 | док |                        | Я тебя не люблю              | режиссёр, оператор, монтажёр, продюсер                                                                                |
| 2011 | ф   |                        | Борис Годунов                | оператор |
| 2010 | ф   |                        | Как я провёл этим летом      | оператор |
| 2010 | док |                        | Я тебя люблю                 | режиссёр, оператор, монтажёр                                                                                          |
| 2009 | док |                        | Вдвоём                       | режиссёр, оператор |
| 2008 | док |                        | Список кораблей              | оператор |
| 2007 | док | Мать                   | La mère                      | режиссёр, сценарист, оператор, монтажёр                                                                               |
| 2007 | ф   |                        | Простые вещи                 | оператор |
| 2007 | док |                        | Жар нежных                   | оператор |
| 2006 | мф  |                        | Сказка Сары                  | оператор |
| 2004 | док |                        | Мирная жизнь                 | режиссёр, сценарист, оператор, монтажёр, звукорежиссёр                                                                |
| 2003 | док |                        | Трансформатор                | режиссёр, сценарист, оператор, монтажёр                                                                               |
| 2003 | док |                        | Пейзаж                       | оператор |
| 2003 | ф   |                        | Прогулка                     | оператор |
| 2002 | док |                        | Бродвей. Чёрное море         | оператор |
| 2001 | док |                        | Поселение                    | оператор |
| 2000 | док |                        | Полустанок                   | оператор |

| Год  | Фильм                        | Режиссер | Продюсер | Сценарист | Оператор | Актер |
| ---- | ---------------------------- | -------- | -------- | --------- | -------- | ----- |
| 2009 | «Начальник»                  |          |          |           |          | Да    |
| 2010 | «Жить»                       |          |          |           | Да       |       |
| 2013 | «Моими глазами»              | Да       | Да       | Да        | Да       |       |
| 2013 | «Майор»                      |          |          |           |          | Да    |
| 2014 | «Все и сразу»                |          |          |           |          | Да    |
| 2014 | «Чернобыль. Зона отчуждения» |          | Да       | Да        |          |       |
| 2015 | «Закон каменных джунглей»    | Да       |          | Да        |          | Да    |
| 2015 | «Хардкор»                    | Да       | Да       | Да        |          | Да    |
| 2016 | «Полицейский с Рублёвки»     |          |          | Да        |          |       |
| 2017 | «Полицейский с Рублёвки 2»   |          | Да       | Да        |          |       |
| 2018 | «Семь секунд»                |          | Да       |           |          |       |
| 2018 | «Я худею»                    |          | Да       |           |          |       |
| 2018 | «Карамора» (Пилотная серия)  | Да       | Да       |           |          |       |
| 2019 | «Эпидемия (1 сезон)»         | Да       |          |           |          |       |
| 2019 | «Сторож»                     |          |          |           |          | Да    |
| 2020 | «Марафон желаний»            |          | Да       |           |          |       |
| 2020 | «Мир! Дружба! Жвачка!»       |          | Да       |           |          |       |
| 2021 | «Никто»                      | Да       |          |           |          | Да    |
| 2021 | «Солдаут»                    |          |          |           |          | Да    |
| 2021 | «Казнь»                      |          |          |           |          | Да    |
| 2022 | «Молодой человек»            |          | Да       |           |          | Да    |
| 2023 | «Мир! Дружба! Жвачка! 3»     |          | Да       |           |          |       |
| 2023 | «Кентавр»                    |          | Да       |           |          |       |
| 2024 | Лихие                        |          | Да       |           |          |       |

## Награды
- 2001 год. Приз за лучший документальный фильм — особое упоминание кинофестиваля в Карловых Варах, Чехия — фильм «Поселение»
- 2003 год. Приз международного фестиваля неигрового и анимационного кино в Лейпциге (Германия) лучшему оператору за фильм «Пейзаж»[17]
- 2003 год. Приз за лучший дебют открытого фестиваля документального кино «Россия» в Екатеринбурге — фильм «Трансформатор»
- 2004 год. Премия «Лавр» за лучший арт-фильм на киноплёнке или видео — фильм «Мирная жизнь»
- 2004 год. Гран-при «Лунатики» кинофестиваля «Чёрные ночи» в Таллине, Эстония — фильм «Трансформатор»[17]
- 2004 год. Приз киноведов и кинокритиков открытого фестиваля кино «Киношок» в Анапе — фильм «Трансформатор»
- 2004 год. Приз лучшему документальному фильму международного кинофестиваля в Тампере, Финляндия — фильм «Трансформатор»[18]
- 2004 год. Специальный приз международного кинофестиваля фильмов о правах человека «Сталкер» в Москве — фильм «Мирная жизнь»
- 2005 год. Приз «Серебряный дракон» лучшему документальному фильму международного кинофестиваля в Кракове, Польша — фильм «Мирная жизнь»[19] «За представленную простую правдивую историю человечности в военном конфликте.»
- 2005 год. Приз киноведов и кинокритиков открытого фестиваля кино «Киношок» в Анапе — фильм «Мирная жизнь»
- 2007 год. Премия «Лавр» за лучший АРТ фильм — фильм «Мать»[20]
- 2007 год. Премия «Лавр» за лучший полнометражный телевизионный фильм — фильм «Мать»[20][21]
- 2007 год. Гран-при открытого фестиваля кино «Киношок» (конкурс «Кино без киноплёнки») — фильм «Мать»[22]
- 2007 год. Гран-при открытого фестиваля документального кино «Россия» в Екатеринбурге — фильм «Мать»[23]
- 2007 год. Премия «Белый Слон» за лучший документальный фильм Гильдии киноведов и кинокритиков России — фильм «Мать»
- 2007 год. Приз кинокритики открытого фестиваля документального кино «Россия» в Екатеринбурге — фильм «Мать»
- 2008 год. Номинация на премию «Ника» за лучший неигровой фильм — фильм «Мать»[24]
- 2008 год. Номинация на премию Европейской киноакадемии за лучший неигровой фильм — фильм «Мать»[25]
- 2008 год. Номинация на Премию швейцарского кино за лучший неигровой фильм — фильм «Мать»[25]
- 2009 год. Номинация на Приз Роберта и Фрэнсис Флаэрти международного кинофестиваля в Ямагата, Япония — фильм «Мать»[25]
- 2009 год. Приз Права человека — специальное упоминание международного фестиваля независимого кино в Буэнос-Айресе, Аргентина — фильм «Мать»[25]
- 2010 год. Приз «Серебряный медведь» за выдающиеся художественные достижения Берлинского международного кинофестиваля — Павел Костомаров («Как я провёл этим летом»)[26]
- 2010 год. Главный приз «Золотая ладья» в конкурсе неигрового кино фестиваля «Окно в Европу» в Выборге — фильм «Вдвоём»[27]
- 2010 год. Гран-при лучшему документальному фильму Ереванского международного кинофестиваля «Золотой абрикос» — фильм «Вдвоём»
- 2010 год. Номинация на премию Европейской киноакадемии за лучшую операторскую работу — фильм «Как я провёл этим летом»
- 2011 год. Премия «Золотой орёл» за лучшую работу оператора — фильм «Как я провёл этим летом»
- 2011 год. Номинация на премию «Ника» за лучшую операторскую работу — фильм «Как я провёл этим летом»
- 2012 год. Номинация на приз «Свободный дух» Варшавского международного кинофестиваля, Польша — фильм «Я тебя не люблю»
- 2012 год. Приз «Слон» Гильдии киноведов и кинокритиков России XXII Международного фестиваля документальных, короткометражных игровых и анимационных фильмов «Послание к Человеку» в Санкт-Петербурге[28] — фильм «Плэйбэк»
- 2012 год. Приз имени Павла Когана XXII Международного фестиваля документальных, короткометражных игровых и анимационных фильмов «Послание к Человеку» в Санкт-Петербурге[28] — фильм «Плэйбэк»